# یواس‌اس منیواک (پی‌اف-۶۱)
یواس‌اس منیواک (پی‌اف-۶۱) (به انگلیسی: USS Manitowoc (PF-61)) یک کشتی بود که طول آن ۳۰۳ فوت ۱۱ اینچ (۹۲٫۶۳ متر) بود. این کشتی در سال ۱۹۴۳ ساخته شد.